# Ulviyya Ali
Ulviyya Ali, en azéri : Ülviyyə Əli qızı Quliyeva, née le 13 octobre 1993 à Göyçay, est une journaliste indépendante, photographe, militante des droits de l'homme et prisonnière politique azerbaïdjanaise. Elle a travaillé comme journaliste pour Voice of America (VoA) de 2019 à 2025.
Depuis 2012, Ulviyya Ali couvre toutes les violations majeures des droits de l'homme en Azerbaïdjan sur son compte Twitter, attirant ainsi l'attention des médias étrangers. Ses posts, ainsi que des vidéos et des photos dont elle est l'auteure, ont été cités et utilisés dans des reportages concernant l'Azerbaïdjan dans des organes de presse internationaux.
En février 2025, après que l'accréditation des correspondants de Voice of America a été révoquée en Azerbaïdjan, Ulviyya Ali déclare qu'elle poursuivra son travail journalistique de manière indépendante. Malgré l'absence de plateforme médiatique pour publier son travail, elle commence à partager ses reportages sur sa page Facebook personnelle et reste active dans le journalisme.
Trois mois plus tard, dans la nuit du 6 au 7 mai 2025, elle est arrêtée dans le cadre de l'« affaire Meydan TV » et placée en détention provisoire par une décision du tribunal de raïon de Khatai le 7 mai.
Elle et d'autres personnes arrêtées dans la même affaire sont inculpées en vertu de l'article 206.3.2 du code pénal de l'Azerbaïdjan (en) pour trafic avec arrangement préalable par un groupe de personnes. Ulviyya Ali nie les accusations, déclarant qu'elle n'est pas affiliée à Meydan TV et qu'elle l'a fait savoir quatre mois avant son arrestation. Elle considère que sa détention est uniquement liée à ses activités journalistiques. Elle est détenue au centre de détention provisoire de Bakou.
Plusieurs organisations locales et internationales de défense des droits de l'homme condamnent son arrestation, estimant qu'elle est motivée par des considérations politiques, et appellent les autorités azerbaïdjanaises à la libérer immédiatement.

## Biographie

### Jeunesse
Ulviyya Ali gizi Guliyeva naît le 13 octobre 1993 à Göyçay en Azerbaïdjan. Peu après sa naissance, sa famille s'installe à Bakou, puis à Tambov, en Russie, où elle passe sa petite enfance. Elle a vécu en Russie jusqu'à l'âge de huit ans puis en juin 2001, la famille revient en Azerbaïdjan.

### Militantisme politique
Ulviyya Ali s'engage dans l'activisme sociopolitique à l'âge de 17 ans. De 2012 à 2016, elle est membre du Mouvement civique du NIDA (en) (N!DA), période durant laquelle elle est élue à deux reprises au Comité de supervision et d'inspection du mouvement. Elle participr activement à des campagnes publiques de soutien aux membres du NIDA emprisonnés et conduit la campagne intitulée « Soutenez les militants du NIDA détenus illégalement ! ».
Elle participe à de nombreuses manifestations et doit faire face à la résistance de la police à plusieurs reprises. Le 26 janvier 2013, elle est arrêtée par la police lors du rassemblement « Désarmez la police ! » et est relâchée après avoir reçu un avertissement administratif.
Lors des élections législatives de 2015, elle est la représentante autorisée de Ramin Huseynov, candidat du N!DA se présentant dans la circonscription électorale n° 18 (Narimanov-Nizami). Lors des élections législatives de 2020, elle est à la tête de l'équipe de campagne de Toghrul Valiyev, candidat représentant le bloc électoral « Hərəkət » dans la circonscription électorale n° 23 (Nasimi-Sabail).

### Défense des droits de l'homme
Depuis 2012, Ulviyya Ali couvre toutes les violations majeures des droits de l'homme en Azerbaïdjan sur sa page X, attirant ainsi l'attention des médias internationaux. Ses posts, ainsi que des vidéos et des photos dont elle est l'auteur, ont été cités et utilisés dans des reportages concernant l'Azerbaïdjan dans des organes de presse internationaux. Depuis 2013, elle couvre de nombreuses audiences de tribunaux impliquant des prisonniers politiques et rend compte des développements dans les salles d'audience.
Elle observe et documente également des violations électorales lors des élections présidentielles de 2013, 2018 et 2024, des élections législatives de 2015, 2020 et 2024, des élections municipales de 2014, 2019 et 2025 ainsi qu'à l'occasion du référendum constitutionnel de 2016.
Elle collabore avec plusieurs organisations non gouvernementales, notamment le Centre de surveillance des élections et d'études sur la démocratie (SMDT), le Centre d'aide juridique « Benefisiar » et le groupe d'initiative « Pour les femmes ».
En 2018, elle coécrit le rapport « Crimée : briser le mur du silence », publié par la Human Rights Houses Foundation. La même année, elle se rend en Crimée avec des défenseurs des droits de l'homme biélorusses et ukrainiens pour préparer le rapport.
En 2019, elle participe au programme d'échange International Visitor Leadership Program (IVLP) aux États-Unis. En 2024, l'une de ses photographies est présentée dans l'exposition photographique « Portraits de pouvoir » de la Human Rights House Foundation (HRHF). Le sujet de la photographie est Rovshana Rahimova, une éminente avocate azerbaïdjanaise spécialisée dans les droits de l'homme et l'une des personnalités présentées dans le cadre de l'exposition.
Ulviyya Ali donne aussi des interviews à des médias étrangers, en particulier dans la période précédant laconférence des Nations unies sur le changement climatique (COP29) à Bakou, dans le but d'attirer l'attention sur les questions relatives aux droits de l'homme dans le pays, sur l'état des médias indépendants et sur les arrestations de journalistes.
,,,.

### Journalisme
Depuis 2016, Ulviyya Ali est active dans le domaine du journalisme. Au fil des ans, elle a collaboré avec plusieurs médias de premier plan, notamment Radio Free Europe/Radio Liberty (RFE/RL), Toplum TV, Fakt Yoxla, Mikroskop Media, Voice of America (VoA), OC Media (en) et JAMnews.
Tout au long de sa carrière, elle contribue également au contenu de Fem-Utopia, une plateforme visant à produire du contenu féministe éducatif en azerbaïdjanais, et de Qıy Vaar ! un organe d'information queer-féministe. Ses reportages portent sur des sujets tels que les droits de l'homme, la justice sociale, les droits des LGBTQ+, les droits des femmes et les efforts de consolidation de la paix.. Elle a également animé des sessions de formation sur le reportage responsable, notamment des ateliers intitulés « Comment faire un reportage sur les citoyens LGBTQ+ ? ».
Entre 2019 et 2025, elle travaillé pour le service azerbaïdjanais de Voice of America, où elle rédige et diffuse plus de 1 000 articles et reportages. Son travail porte souvent sur des sujets politiquement sensibles tels que les procès politiques, les violations des droits de l'homme, les manifestations, les rassemblements et les actions de désobéissance civile. Au cours de ses activités journalistiques, elle est confrontée à de nombreux cas de détention, d'obstruction policière et de mauvais traitements.
Le 11 février 2020, alors qu'elle couvre une manifestation de candidats parlementaires devant la Commission électorale centrale (en) (CEC), elle est arrêtée avec des collègues journalistes. Reporters sans frontières condamne l'incident et accuse les autorités azerbaïdjanaises d'étouffer le pluralisme.
Le 14 septembre 2020, alors qu'elles couvrent une manifestation intitulée « Liberté pour Tofig Yagublu ! », Ali et sa collègue Aysel Umudova ont été arrêtées et subissent des pressions pour effacer leurs images. Elles refusent et sont relâchées peu après.
Le 13 octobre 2020, alors qu'elles interviewent l'activiste Giyas Ibrahimov - qui avait été convoqué au bureau du procureur général - Ulviyya Ali, ainsi que la journaliste Nargiz Absalamova et Ibrahimov lui-même, sont arrêtés, détenus pendant plus d'une heure au poste de police n° 26 dans le district de Yasamal avant d'être relâchés.
Le 4 août 2021, lors d'une manifestation devant le département de police du district de Khazar concernant le féminicide de S. Maharramova, Ulviyya Ali est arrêtée avec les journalistes Elnara Gasimova et Nargiz Absalamova. Elle aurait été maltraitée pendant et après son arrestation. Son appareil photo est endommagé et est insultée pendant sa détention. Bien que des plaintes aient été déposées auprès des autorités compétentes, aucune mesure n'est prise.
En février 2023, elle fait partie des 40 journalistes qui signent une prise de position critiquant la loi sur les médias de l'Azerbaïdjan - en particulier ses dispositions relatives à un registre centralisé - pour avoir permis des restrictions généralisées de la liberté de la presse, après quoi elle fonde la plateforme Registry-Free Media et couvre les manifestations de journalistes contre la loi.

## Arrestation et détention

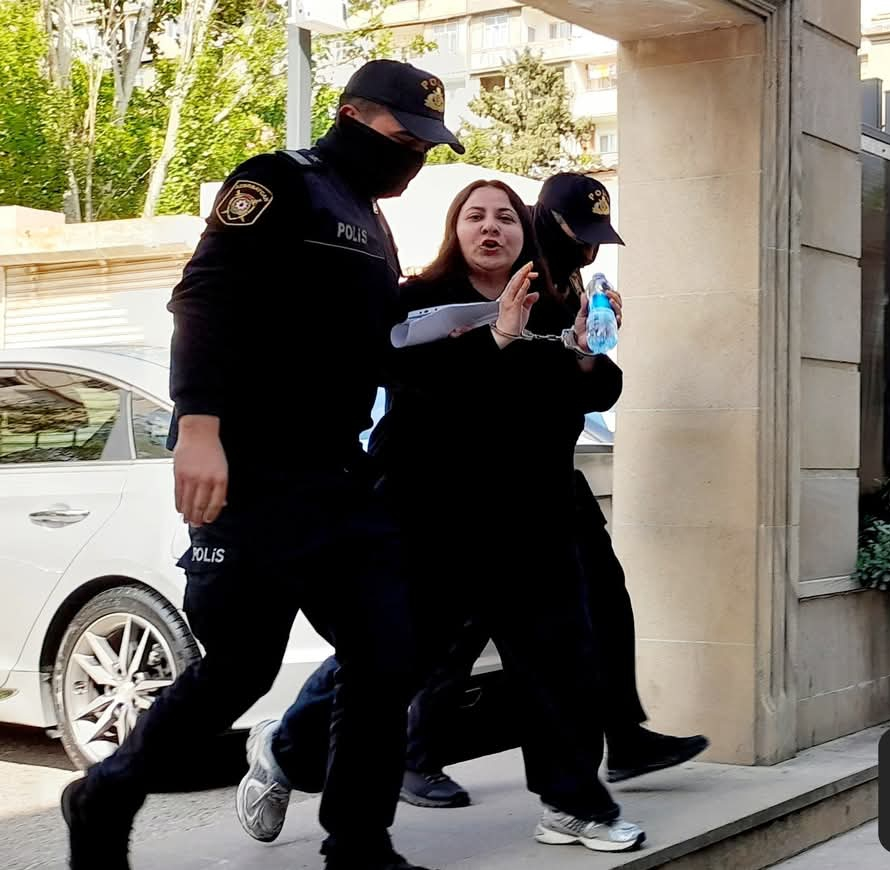
Ulviyya Ali lors de sa conduite au tribunal (mai 2025).

Ulviyya Ali est convoquée au département de la police de Bakou, le 16 janvier 2025. Elle est interrogée durant environ deux heures dans le cadre de l'affaire « Meydan TV », soulignant qu'elle n'est pas journaliste à Meydan TV mais correspondante de Voice of America. Par la suite, sans explication, elle se voit interdite de quitter l'Azerbaïdjan.
La Women's Press Freedom Coalition (WPF) condamne la décision du gouvernement azerbaïdjanais d'interdire à Ulviyya Ali de quitter le pays. En janvier, Ulviyya Ali dépose une plainte en justice concernant cette interdiction. L'affaire est reportée pour une audience au mois d'avril. Selon le code des migrations azerbaïdjanais, un témoin ne peut faire l'objet d'une interdiction de voyager - de telles restrictions ne s'appliquent qu'aux accusés. Le 11 avril, le tribunal de district de Khatai rejette la plainte.
Dans la nuit du 6 au 7 mai 2025, vers 4 heures du matin, des informations circulent sur les réseaux sociaux concernant la détention d'Ulviyya Ali dans le cadre de l'affaire Meydan TV et la perquisition de son appartement. Selon sa mère, Ilhama Guliyeva, Ulviyya Ali a été victime de violences physiques et son domicile a été saccagé lors de la perquisition. La police a confisqué ses effets personnels, pris son ordinateur et « découvert plus de 6 000 euros en liquide ». Le 7 mai, Ulviyya Ali est officiellement inculpée en vertu de l'article 206.3.2 du code pénal azerbaïdjanais et placée en détention provisoire pour une durée d'un mois et 29 jours. Lorsque Ulviyya Ali est amenée au tribunal, elle proclame « Les mains des médias sont menottées », levant ses poignets menottés. Selon son avocat la somme de 6 000 euros ne lui appartenait pas et a été dissimulé à son domicile par la police.  Elle indique avoir été maltraitée pendant sa détention : « Au poste de police, ils lui ont demandé le mot de passe de son téléphone et lorsqu'elle a refusé, ils l'ont frappée à la tête à plusieurs reprises » déclare son avocat. Dans un commentaire adressé à DOXA, Gulnara Mehdiyeva, défenseur des droits des femmes, déclare qu'Ulviyya Ali a été battue pendant plusieurs heures par des agents de sécurité après son arrestation. Plusieurs coups ont été portés à la tête, deux agents féminins l'ont tirée par les cheveux et l'une d'entre elles aurait déclaré « Je vais détruire votre féminité », ce qui peut être considéré comme une menace de violence sexuelle, a rapporté Gulnara Mehdiyeva.
Le 10 mai, des rapports révèlent qu'Ulviyya Ali est en mauvais état dans le centre de détention provisoire, après avoir été soumise à des violences par la police. Depuis 2017, elle souffrirait d'une tumeur (adénome) à la tête. Ulviyya Ali a déposé une plainte auprès du bureau du procureur de la République concernant les violences policières. Elle a également demandé un examen médical complet, y compris une IRM, afin de déterminer si elle a subi des lésions internes qui nécessiteraient son transfert dans un établissement doté de l'équipement et du personnel médical nécessaires. Cependant, aucune de ses demandes n'a été satisfaite.
Ulviyya Ali a fait appel de la décision du 7 mai 2025 du tribunal de district de Khatai. Le 16 mai, lors d'une audience à la Cour d'appel de Bakou, l'appel d'Ulviyya Ali est rejeté et la mesure de détention provisoire maintenue. Au tribunal, Ulviyya Ali souligne ses problèmes de santé, rejette toutes les accusations portées contre elle et affirme que son arrestation est directement liée à ses activités journalistiques.

## Réactions à l'arrestation
Un certain nombre d'organisations locales et internationales de défense des droits de l'homme ont condamné l'arrestation d'Ulviyya Ali, la qualifiant de politique, et ont exhorté les autorités azerbaïdjanaises à la libérer immédiatement. Le 8 mai, la Fédération internationale des journalistes (FIJ) et la Fédération européenne des journalistes (FEJ) publient une déclaration commune condamnant son arrestation pour des raisons politiques et appelent les autorités azerbaïdjanaises à la libérer immédiatement. La Human Rights House Foundation (HRHF) a également condamné fermement la détention et les mauvais traitements infligés à Ulviyya Ali, a exprimé sa solidarité et a demandé sa libération immédiate et inconditionnelle. Le Comité pour la protection des journalistes (CPJ) qualifié l'arrestation d'Ulviyya Ali de « mesure prise par les autorités azerbaïdjanaises pour éliminer toute trace de journalisme indépendant », demandant instamment sa libération immédiate et une enquête rapide sur les allégations troublantes d'abus policiers.
L'Échange international de la liberté d'expression (IFEX) s'est joint aux organisations locales et internationales pour demander la libération immédiate d'Ulviyya Ali et de tous les autres journalistes emprisonnés en Azerbaïdjan. L'IFEX  condamne le recours à la violence physique, aux campagnes de diffamation et aux accusations à caractère politique comme outils d'intimidation et de répression des médias. La Fondation internationale des femmes pour les médias (IWMF) a souligné que « dénoncer l'injustice n'est pas un crime » et a également demandé la libération d'Ulviyya Ali.

## Filmographie
Ulviyya Ali est l'autrice de plusieurs courts métrages. En 2019, elle est la créatrice et chef de projet du court-métrage Yadlar (en français : Étrangers), qui décrit la persécution et les arrestations de personnes LGBT en Azerbaïdjan, en particulier lors des événements de 2017. En 2021, elle est l'auteur d'un court-métrage intitulé Our Lives After the War : Azerbaijan After the Second Karabakh War (en français : Nos vies après la guerre : l'Azerbaïdjan après la deuxième guerre du Karabakh). Le film explore les changements dans la vie des familles azerbaïdjanaises à la suite de la seconde guerre du Haut-Karabagh entre l'Azerbaïdjan et l'Arménie en 2020, qui a coûté la vie à plus de sept mille personnes. En 2022, elle est l'auteur du court-métrage How Do Young People See Themselves in Azerbaijan (Comment les jeunes se voient-ils en Azerbaïdjan ?), qui explore les différents points de vue des jeunes sur des thèmes tels que le patriotisme, les « valeurs traditionnelles », la guerre et la paix. La même année, elle est également l'autrice de I'm Signing My Success (Je signe ma réussite), un court métrage qui traite des obstacles auxquels les femmes sont confrontées lorsqu'elles entrent sur le marché du travail et souligne l'importance de l'indépendance économique. En 2023, elle écrit le court métrage Slave Market - The Story of an Unemployed Man (Marché aux esclaves - L'histoire d'un chômeur), qui se concentre sur l'expérience d'un chômeur travaillant à partir du lieu-dit « marché aux esclaves ». Le film met en lumière le chômage généralisé et le faible développement économique régional, remettant en cause le mythe persistant de la capitale comme terre d'opportunités.